# اریک برنت
اریک برنت (انگلیسی: Eric Bernt) فیلم‌نامه‌نویس و کارگردان فیلم اهل ایالات متحده آمریکا است.
از فیلم‌هایی که وی در آن نقش داشته‌است می‌توان به پژواک، کوه‌نشین: بازی پایانی، رومئو باید بمیرد، نجات از شکار شدن و چیره‌دستی اشاره کرد.